# Miconia monciona
Miconia monciona är en tvåhjärtbladig växtart som beskrevs av Ignatz Urban och Erik Leonard Ekman. Miconia monciona ingår i släktet Miconia och familjen Melastomataceae. Inga underarter finns listade i Catalogue of Life.